# 4562 Poleungkuk
4562 Poleungkuk eller 1979 UD2 är en asteroid i huvudbältet som upptäcktes den 21 oktober 1979 av Purple Mountain-observatoriet i Nanjing, Kina. Den är uppkallad efter organisationen Po Leung Kuk i Hongkong.
Asteroiden har en diameter på ungefär 15 kilometer.